# جورج كرام كوك
جورج كرام كوك (بالإنجليزية: George Cram Cook)‏ (7 أكتوبر 1873، دافنبورت في الولايات المتحدة - 14 يناير 1924، دلفي في اليونان)؛ روائي أمريكي.

## روابط خارجية
- جورج كرام كوك على موقع الموسوعة البريطانية (الإنجليزية)
- جورج كرام كوك على موقع قاعدة بيانات برودواي على الإنترنت (الإنجليزية)